# سفرة (زراعة)

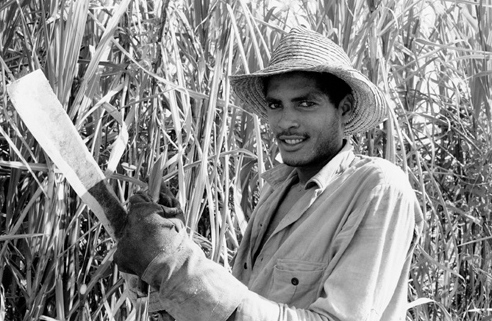
أداة حصد قصب السكر في كوبا أثناء الزفرا

تشير السفرة إلى موسم الحصاد في نهاية الربيع أو بداية الخريف وهو مصطلح شائع في البلاد التي تتأثر لغتها بـ اللغة العربية أو الإسبانية.
في منطقة الكاريبي، يشير هذا المصطلح عمومًا إلى محصول قصب السكر (Rojas: 226). ويبدأ الزفرا هناك في شهر يناير وينتهي في شهر مايو (جوري وستانلي: 141), بينما يبدأ الزفرا في بلاد حوض البحر الأبيض المتوسط في شهر سبتمبر إلى شهر أكتوبر. بيد أنه في كلتا الحالتين يرتبط الزفرا ارتباطًا وثيقًا بدورة حياة قصب السكر. ونظرًا لأن قصب السكر في منطقة الكاريبي يكون جاهزًا للحصاد في وقت مختلف عن وقت الحصاد في إسبانيا أو شمال إفريقيا، فقد تغير معنى كلمة الزفرا.
لقد أصبح هذا المصطلح معروفًا عالميًا أثناء الستينيات من القرن العشرية نتيجة لأهميته في كوبا. فلقد قام العديد من اليساريين بزيارة كوبا أثناء موسم الزفرا للمساعدة في حصاد قصب السكر الذي هو المحصول الرئيسي في كوبا. وعلى مدار عدة عقود، جعلت الحكومة الكوبية موسم الزفرا الكبير حجر الزاوية لسياستها الاقتصادية وحملة علاقاتها الدولية. وفي كل عام تحث الحكومة الجميع على المساعدة في جعل موسم الزفرا أعظم من أي وقت مضى. فعادة ما تُغلق المدارس وينتقل المقيمون في الحضر غالبًا إلى العيش في الريف للمساعدة في الحصاد.  كان هدف تحقيق عشرة ملايين طن في موسم الزفرا على وجه الخصوص شائعًا في الحملات الدعائية الكوبية مثلما كانت هناك اعتذارات وتفسيرات للسر في عدم تحقيق هذا الهدف (بوليت).

## أصل الكلمة
يتفق اللغويون أن كلمة Zafra دخلت اللغة الإسبانية من اللغة العربية، ولكن هناك بعض الاختلافات حول الأصل الدقيق لهذا المصطلح. فالبعض يعتقد أنها مشتقة من سفرة «وقت الحصاد», بينما يعتقد الآخرون أن المصطلح مشتق من سافياه «وقت الجمع». أما في إسبانيا، يشير مصطلح الزفرا إلى عمليات الحصاد التي تتم في شهر سبتمبر وأكتوبر، ويستعمل بشكل خاص غالبًا في وصف حصاد قصب السكر، وهو محصول تم التعرف عليه من الأراضي العربية.

## وصلات خارجية
- Etymology, in Spanish
- Description of the zafra, both in the past and present